# بدر الدين لؤلؤ

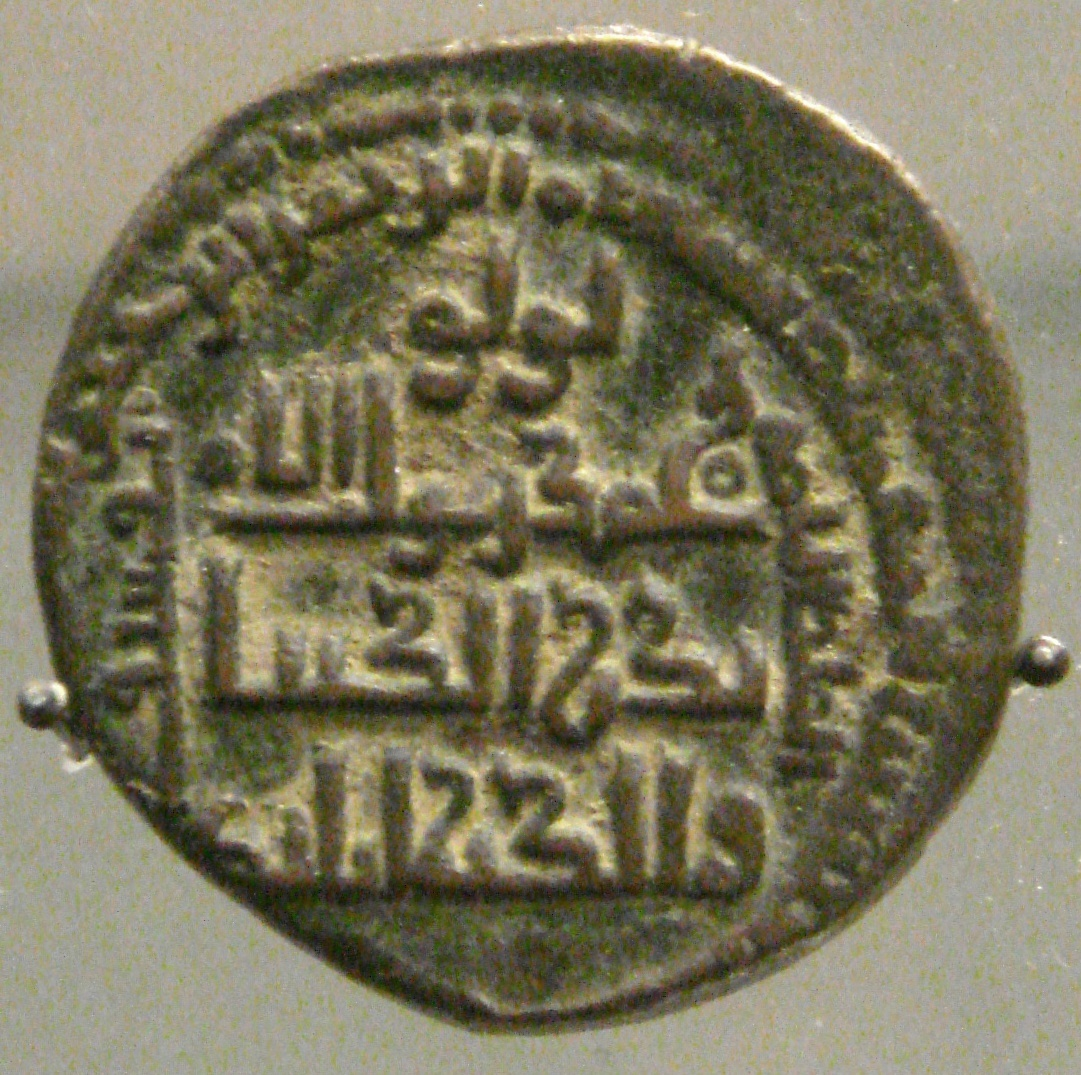
عملة من عهده

الملك الرحيم السلطان بدر الدين أبو الفضائل لؤلؤ الأرمني النوري الأتابكي هو مملوك السلطان نور الدين أرسلان شاه بن السلطان عز الدين مسعود بن مودود بن زنكي بن أقسنقر صاحب الموصل.

## بدايته وتوليه السلطة
كان بدر الدين لؤلؤ أرميني الأصل سُبي صغيرًا من أرمينيا فاشتراه رجل خياط، ثم صار إلى الملك نور الدين أرسلان شاه. وكان مليح الصورة فأصبح بدر الدين لؤلؤ من أعز مماليك نور الدين عليه فحظى عنده وتقدم في دولته، حيث نصبه أستاذاً لداره وأمره إلى أن صارت الكلمة دائرة عليه، والوفود من سائر جهات ملكهم إليه، ثم إنه قتل أولاد أستاذه واحدًا بعد واحد إلى أن لم يبقَ أحد منهم؛ وصفت له الأمور فاستقل هو بالملك. بعد وفاة السلطان نور الدين أرسلان شاه، تملك ابنه القاهر، وفي سنة وفاة الملك العادل سلطن القاهر عز الدين مسعود ولده ومات، فنهض لؤلؤ بتدبير المملكة، والصبي وأخوه صورة، وهما ابنا بنت مظفر الدين صاحب إربل، أقامهما لؤلؤ واحدا بعد واحد، ثم تسلطن هو في سنة ثلاثين وست مائة.

## حياته كسلطان
وكان بطلا شجاعا حازما مدبرا سائسا جبارا ظلوما، ومع هذا فكان محببا إلى الرعية، فيه كرم ورئاسة، وكان من أحسن الرجال شكلا، وكان يبذل للقصاد ويداري ويتحرز ويصانع التتار وملوك الإسلام، وكان عظيم الهيبة خليقا للإمارة، قتل عدة أمراء وقطع وشنق وهذب ممالك الجزيرة، وكان الناس يتغالون ويسمونه قضيب الذهب، وكان كثير البحث عن أحوال رعيته. عاش قريبا من تسعين سنة ووجهه مورد وقامته حسنة، يظنه من يراه كهلا، وكان يحتفل لعيد الشعانين لبقايا فيه من شعار أهله، فيمد سماطا عظيما إلى الغاية، ويحضر المغاني، وفي غضون ذلك أواني الخمور، فيفرح وينثر الذهب من القلعة، ويتخاطفه الرجال، فمقت لإحياء شعار النصارى، وقيل فيه : يعظـم أعيـاد النصـارى محبـة.

## حلفه مع هولاكو ووفاته
بعدما انفصل هولاكو عن بغداد بعد الوقعة الفظيعة، سار بدر الدين لؤلؤ لخدمته وطاعته وحمل معه الهدايا وتلطف به وقدم تحفا جليلة، منها جوهرة يتيمة، وطلب أن يضعها في أذن هولاكو فاتكأ ففرك أذنه، وأدخل الحلقة في أذنه ثم رجع إلى بلاده متوليا من قبله، وقرر عليه مالا يحمله، ثم مات في ثالث شعبان بالموصل سنة سبع وخمسين وست مائة وكان بدر الدين ممن كمل الثمانين. وبعد مماته تملك ولده الملك الصالح إسماعيل وتزوج بابنة هولاكو فأغضبها وأغارها مما أدى إلى بعض التوتر في علاقاته مع هولاكو. كان ابنه الصالح إسماعيل قد سار في العام الذي قتل فيه إلى مصر، واستنجد بالمسلمين وأقبل فالتقى العدو بنصيبين فهزمهم، وقتل مقدمهم إيلكا فتنمر هولاكو، وبعث سنداغو فنازل الموصل، واستمر الحصار عشرة أشهر، ثم أخذت، وخرج إليهم الصالح بالأمان فغدروا به، واستباحوا الموصل.